# Maison d'arrêt de Grenoble-Varces
La maison d'arrêt de Grenoble-Varces, dite également maison d'arrêt de Varces ou de Varces-Grenoble, est un établissement pénitentiaire français. Relevant du statut de maison d'arrêt, il se trouve sur la commune de Varces-Allières-et-Risset dans le département de l'Isère. Elle a été est mise en service le 25 octobre 1972 à proximité de Grenoble.

## Histoire
L'établissement est entré en service le 25 octobre 1972. Le bâtiment a été construit selon les plans des architectes Guillaume Gillet, Pierre Vagne, Jacques Durand et René Bœuf, tout comme la Maison d'arrêt de Fleury-Mérogis. Il vient remplacer l'ancienne prison Saint-Joseph de Grenoble.

## Fonctionnement de l'établissement
La maison d'arrêt reçoit les prévenus (détenus en attente de jugement) ainsi que les condamnés dont le reliquat de peine n'excède pas, en principe, un an lors de leur condamnation définitive. L'établissement est situé dans le ressort de la cour d'appel de Grenoble et du tribunal de grande instance (TGI) de Grenoble.
La maison d'arrêt de Varces dispose de 233 cellules réparties entre un quartier pour hommes et un quartier pour mineurs, ce dernier ayant ouvert en septembre 2005.
La maison d'arrêt dispose en son sein d'un service médico-psychologique régional ; le psychiatre et psychanalyste des prisons Claude Balier y a exercé.

## Régime carcéral
Le régime carcéral en maison d'arrêt se distingue de celui des autres prisons car il doit être compatible avec le statut spécifique des prévenus, notamment la restriction et la surveillance de la communication avec l'extérieur.

## Événements
Le 28 septembre 2008, un détenu se fait abattre par un tireur situé sur la colline surplombant la prison lors de sa promenade. Le tireur est rapidement arrêté en possession d'un fusil et de faux papiers,.
Le 23 octobre 2013, un surveillant se fait tirer dessus par des motards cagoulés à la sortie de son travail 
En septembre 2015, la maison d'arrêt de Varces est menacée de fermeture à cause de non-conformités vis-à-vis de la réglementation incendie. Le tribunal administratif de Grenoble a rendu une décision le 31 août 2015 qui pourrait aboutir à la fermeture de l'établissement dans l'attente de travaux de mise aux normes, si les preuves de la réalisation de ces travaux n'est pas apportée dans un délai de deux mois. Ces travaux sont attendus depuis 2007, année au cours de laquelle la sous-commission départementale de sécurité avait rendu un avis favorable conditionné par la réalisation de travaux de mise en conformité. Le site a par le passé été l'objet d'incendies graves, comme lors de la mutinerie du 28 septembre 2008 ou lors du suicide d'un détenu le 25 décembre 2009. La décision fait suite à une saisine par l'Observatoire international des prisons - section française,.